# Adriana Asti
Adriana Asti (eigentlich Adelaide Asti; * 30. April 1931 in Mailand; † 31. Juli 2025 in Rom) war eine italienische Schauspielerin.

## Leben
Asti begann ihre schauspielerische Karriere am Stadttheater Bozen. Bald wechselte sie zum Piccolo Teatro in Mailand. Sie stand mit zahlreichen bekannten Kollegen wie Lilla Brignone, Gianni Santuccio, Gino Cervi und Lea Padovani auf der Bühne; auch in ihrer auf die Mailänder folgende Zeit am Teatro Stabile in Turin. Nach Arbeiten für das Radio und als Synchronsprecherin kamen auch vermehrt Angebote für den Film, ihren ersten hatte sie 1956 gedreht. Es folgten rund 70 Rollen, darunter viele für herausragende Regisseure wie Luchino Visconti, Franco Brusati und Bernardo Bertolucci, dessen Lebensgefährtin sie einige Jahre war. Für ihre Interpretationen gewann sie 1974 einen Spezial-David di Donatello sowie drei Silberne Bänder. Bis Ende der 1970er Jahre war sie aber auch in einigen reinen Kommerzwerken zu sehen.
Danach zog sich die in Grotesken wie in Dramen ebenso wirksame, komplexe Schauspielerin fast vollständig auf die Bühne zurück; nur sehr gelegentlich nahm sie Filmrollen oder Fernsehangebote an. Ihr Schaffen für Film und Fernsehen umfasst rund 80 Produktionen.
Asti war in erster Ehe mit Bernardo Bertolucci verheiratet; 1980 heiratete sie den Regisseur Giorgio Ferrara. Adriana Asti starb am 31. Juli 2025 im Alter von 94 Jahren in Rom.

## Filmografie (Auswahl)
- 1956: Città di notte – Regie: Leopoldo Trieste
- 1959: Arrangiatevi! – Regie: Mauro Bolognini
- 1960: Rocco und seine Brüder (Rocco e i suoi fratelli)
- 1961: Accattone – Wer nie sein Brot mit Tränen aß (Accattone)
- 1962: Verwirrung (Il disordine) – Regie: Franco Brusati
- 1964: Vor der Revolution (Prima della rivoluzione)
- 1968: I visionari – Regie: Maurizio Ponzi
- 1969: Metti, una sera a cena
- 1969: Duett för kannibaler – Regie: Susan Sontag
- 1971: Homo Eroticus – Regie: Marco Vicario
- 1973: Ludwig II. (Ludwig)
- 1974: Das Gespenst der Freiheit (Le fantôme de la liberté)
- 1975: Die Sexmaschine (Conviene far bene l’amore)
- 1975: Der dritte Grad (La faille) – Regie: Peter Fleischmann
- 1975: Zorro
- 1977: Das Erbe der Ferramonti (L’eredità Ferramonti) – Regie: Mauro Bolognini
- 1979: Caligula (Caligola)
- 1980: Sodom 2000 (Action) – Regie: Tinto Brass
- 1989: Il prete bello – Regie: Carlo Mazzacurati
- 1995: Die Jüdin – Edith Stein (Siódmy pokój)
- 1996: Der Schrei der Seide (Le cri de la soie)
- 1996: Eine Kindheit auf dem Montmartre (Les allumettes suédoises)
- 2003: Die besten Jahre (La meglio gioventù)
- 2006: Karol – Papst und Mensch (Karol, un Papa rimasto uomo)
- 2007: Es regnet Pflaumen in Japan (La pluie des prunes) – Regie: Frédéric Fisbach
- 2008: L’ultimo Pulcinella – Regie: Maurizio Scaparro
- 2014: Pasolini – Regie: Abel Ferrara
- 2015: Tagebuch einer Kammerzofe (Journal d’une femme de chambre)
- 2018: Nome di donna – Regie: Marco Tullio Giordana